# Ala kachuu
Il rapimento della sposa o Ala kachuu (in kirghiso ала качуу?) è una pratica di matrimonio diffusa in Kirghizistan che si caratterizza per il rapimento di giovani donne da parte dei pretendenti con l'obiettivo di coniugarsi con la vittima. Il termine può applicarsi a varie azioni, che vanno dalla fuga d'amore consensuale ad un matrimonio forzato per rapimento. Alcune fonti suggeriscono che, al 2005, almeno un terzo delle spose del Kirghizistan sono state soggette al fenomeno dell'Ala kachuu, coinvolgendo circa 15.000 donne l'anno.

## Il rapimento
Kyz ala kachuu (in kirghiso кыз ала качуу?) letteralmente "prendere una giovane donna e scappare" consiste nel rapimento, consensuale o meno, di una giovane donna con la forza o l'astuzia da parte di un pretendente con la finalità di congiungersi attraverso matrimonio con la vittima; in molti casi, il pretendente è accompagnato da amici e parenti. Una volta rapita, la vittima viene generalmente trasportata nella casa di famiglia del pretendente e trattenuta finché non viene convinta da parte del rapitore e dei suoi famigliari di indossare gli abiti da donna sposata in segno di accettazione. A volte, se la donna resiste alla persuasione e mantiene il suo desiderio di tornare a casa, i suoi parenti cercano di convincerla ad accettare il matrimonio poiché il rifiuto di un rapimento è spesso culturalmente inaccettabile e percepito come un rifiuto dell'identità culturale kirghisa.

## Storia
La storia del Ala kachuu in Kirghizistan è controversa e risale alle antiche usanze delle tribù nomadi che abitavano le pianure della regione e alcuni studi affermano che la pratica era originariamente una forma di fuga, non un rapimento della sposa. Durante la colonizzazione dell'area da parte dell'impero russo e successivamente dell'URSS questa pratica venne resa illegale, ma tornò alla luce quando il vuoto lasciato dalla caduta dello stato sovietico fu colmato dalle nuovi nazioni dell'Asia centrale che vollero di riaffermare la propria identità culturale di non perseguire questa pratica. Sebbene il rapimento di una sposa sia illegale in Kirghizistan, il governo è stato accusato di non aver preso le misure adeguate per proteggere e tutelare le donne da questa pratica.

## Nella cultura recente
Il fenomeno è stato romanzato nel film Boz Salkyn (2007) di Ernest Abdyjaparov. Anche grazie al successo di questo film, il numero di rapimenti a scopo matrimonio è salito toccando anche le città, laddove in origine era caratteristico delle zone rurali. Il dibattito ha conosciuto nuovi sviluppi a partire dal 2011 in seguito al suicidio di alcune vittime.

## Statistiche
Uno studio ha concluso che il 14% delle donne sposate in Kirghizistan erano state rapite e che i due terzi di questi casi erano consensuali, la donna conosceva l'uomo e aveva concordato con questo in anticipo mentre circa il 5% dei matrimoni attuali in Kirghizistan sono casi di Ala kachuu.  Utilizzando la stessa metodologia, uno studio del 2018 in Kazakistan ha determinato che circa l'1,5% degli attuali matrimoni in Kazakistan sono il risultato di "Ala Kachuu".
Gli studi del ricercatore Russell Kleinbach hanno trovato numeri molto più grandi, vale a dire che circa la metà di tutti i matrimoni kirghisi comprende il rapimento di una sposa; di questi rapimenti, due terzi sono non consensuali portando il numero delle vittime di questa pratica tra le 12.000 e le 18.000 vittime annuali.
Negli ultimi anni, la società civile ha intensificato gli sforzi per combattere l’Ala kachuu. A battersi con maggiore forza è la più giovane parlamentare del Kirghizistan, Aida Kasymalieva. Cosciente che la questione non rientri tra le priorità del Parlamento kirghiso, avendo lavorato sul tema durante la sua decennale carriera giornalistica, Kasymalieva punta su pene più severe, sull'istruzione, la sensibilizzazione delle generazioni più giovani e la maggior partecipazione delle donne in politica per contrastare il fenomeno.